# Серебряная звезда (США)
Серебряная звезда (англ. Silver Star, аббревиатуры: англ. SS, SSM) — персональная военная награда США, основанием для награждения которой служат мужество и отвага, проявленные в бою. Серебряная звезда является федеральной наградой и предназначена для награждения военнослужащих всех видов Вооружённых сил США.

## История награды
Медаль Серебряная звезда ведёт свою историю от учрежденной актом Конгресса США от 9 июля 1918 года звезды «За отличие» (англ. Citation Star), знака диаметром 3/16 дюйма (около 4,8 мм), крепившегося к ленте медали за военную кампанию. По своей сути звезда не являлась самостоятельной наградой, а представляла собой дополнительный знак награды. Звездой «За отличие» награждались военнослужащие Армии США, чьё мужество и отвага были отмечены в приказе командования, но чьих заслуг было недостаточно для награждения Медалью Почёта или крестом «За выдающиеся заслуги». Статут награды предусматривал возможность ретроактивного награждения.
Аналогичная награда была учреждена для военнослужащих Военно-морских сил и Корпуса морской пехоты в 1920 году как знак удостоившегося «Особого благодарственного письма» (англ. special letter of commendation) Бюро военно-морских наград (англ. Board of Naval Award); также как и армейская звезда «За отличие», этот знак представлял собой серебряную звезду диаметром 3/16 дюйма.
В 1932 году награда приобрела современный вид: 19 июля распоряжением Министерства обороны взамен армейской Звезды «За отличие» была утверждена самостоятельная медаль — «Серебряная звезда»; 3/16-дюймовая серебряная звездочка стала её центральным элементом. Дизайн награды был разработан ювелирной фирмой Bailey, Banks and Biddle. Согласно положению о награде военнослужащие Армии США могли заменять ранее полученные звёзды «За отличие» на медаль «Серебряную звезду». Военнослужащие Военно-морских сил и Корпуса морской пехоты могли производить обмен только в том случае, если награждение звездой «За отличие» было произведено Армией США. Первым награждённым новой медалью стал генерал Дуглас Макартур — во время Первой мировой войны он семь раз удостаивался награждения звездой «За отличие» и был награждён Серебряной звездой с Дубовыми листьями, обозначающими многократное награждение.
В 1942 году статут награды был уточнён: «Серебряная звезда» стала наградой за мужество и отвагу, проявленные в бою. В таком качестве награда была установлена Актом Конгресса США от 7 августа 1942 для Военно-морских сил и Корпуса морской пехоты, а актом Конгресса от 15 декабря 1942 г. — для военнослужащих Армии.
За время существования награды наибольшего числа награждений «Серебряной звездой» удостоился полковник Армии США Дэвид. Х. Хаскелл, трижды награждённый во время Корейской войны и семь раз — во время войны во Вьетнаме.

## Критерии награждения

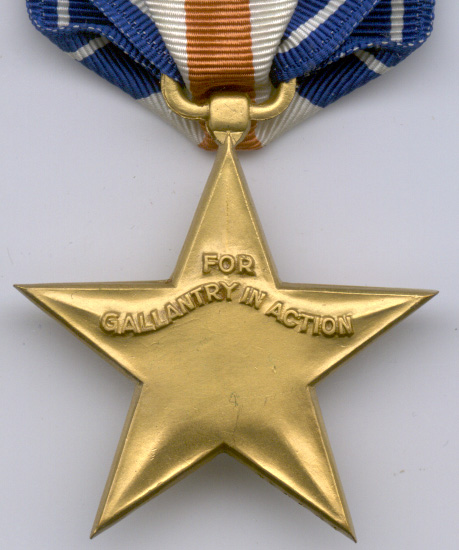
Реверс Серебряной звезды

Награждение Серебряной звездой производится от имени Президента США.
Решение о награждении утверждается: 
- в Армии США: в мирное время начальником штаба Армии США, во время войны — офицером высшего состава в звании не ниже генерал-лейтенанта [2];
- в Военно-воздушных силах: в мирное время государственный секретарь Военно-воздушных сил, в военное время — Директор Кадрового управления Военно-воздушных сил по представлению офицера высшего состава в звании не ниже генерал-лейтенанта[3];
- в Военно-морских силах и Корпусе морской пехоты: государственным секретарём Военно-морских сил[4];
- Береговая охрана во время войны переходит в подчинение Военно-морских сил и решение о награждении военнослужащего Береговой охраны утверждается в соответствии с действующими в ВМС правилами — государственным секретарём Военно-морских сил[5].

Серебряной звездой награждаются лица, проходящие службу в Вооружённых силах США в любой должности, проявившие особо выдающийся героизм, не могущий, однако, быть отмеченным Медалью почёта или одной из эквивалентных наград: Крестом «За выдающиеся заслуги», Крестом Военно-воздушных сил или Военно-морским крестом.
Серебряной звездой награждаются лица, проявившие особо выдающийся героизм во время:
- участия в боевых действиях против военного противника США;
- участия в военных конфликтах с противостоящими иностранными вооруженными силами;
- участия в составе союзных вооружённых сил в вооружённом конфликте с противостоящими иностранными вооружёнными силами страны, с которой США не находятся в состоянии войны[6].

Серебряной Звездой отмечается героизм, проявленный в меньшей степени, чем героизм, отмечаемый Крестом «За выдающиеся заслуги», Военно-морским крестом или Крестом Военно-воздушных сил, но тем не менее героический поступок должен быть явным и заметным..
Серебряной звездой могут быть награждены военнослужащие иностранных государств. Гражданские лица, в том числе иностранцы, также могут награждаться Серебряной звездой..

## Описание награды

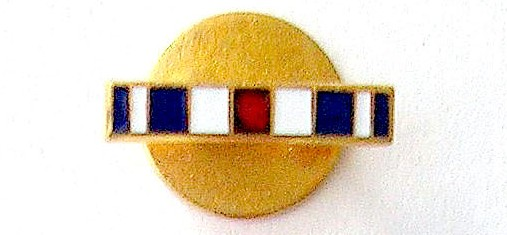
Значок награды для ношения на гражданской одежде

Награда представляет собой бронзовую позолоченную звезду, диаметр окружности, описанной вокруг звезды составляет 1 1/2 дюйма (около 38 мм). В центральной части позолоченной звезды — лавровый венок, внутри венка посеребренная звезда диаметром 3/16 дюйма, центр малой посеребренной звезды совпадает с центром большой звезды, а лучи ориентированы аналогично лучам большой позолоченной звезды. Малая звезда окружена стилизованным сиянием (лучами, которые ограничиваются лавровым венком).
На реверсе награды — надпись в две строки ЗА — МУЖЕСТВО В БОЮ (англ. FOR — GALLANTRY IN ACTION). Ниже этой надписи гравируется имя награждаемого.
Звезда при помощи петли в форме прямоугольника с закруглёнными углами прикрепляется к пятиугольной колодке, обтянутой лентой награды.
Ширина ленты награды — 1 3/8 дюйма (35 мм). На ленте награды 9 полос, расположенных симметрично относительно центральной оси, слева направо: синяя (англ. Ultramarine Blue) шириной 3/32 дюйма (2,4 мм), белая (англ. White) шириной 3/64 дюйма (1,2 мм), синяя (англ. Ultramarine Blue) шириной 7/32 дюйма (5,5 мм), белая шириной 7/32 дюйма, центральная красная (англ. Old Glory Red) полоса шириной 7/32 дюйма. Затем полосы повторяются в обратном порядке: белая (7/32 дюйма), синяя (7/32 дюйма), белая (3/64 дюйма), синяя (3/32 дюйма).
Для ношения на гражданской одежде предусмотрен значок награды с изображением ленты Серебряной звезды.
При повторных награждениях знак награды не вручается . Второе и последующие награждения обозначаются дополнительными знаками: в Армии и Военно-воздушных силах — Дубовыми листьями, бронзовыми или серебряными, в Военно-морских силах, Корпусе морской пехоты и Береговой охране — золотыми или серебряными звёздами повторного награждения. 

### Положение в системе старшинства наград
В порядке старшинства Армии, ВМС, морской пехоты и ВВС Серебряная звезда является четвёртой по старшинству американской военной наградой, следующей в порядке старшинства после Медали Почёта, эквивалентных крестов «За выдающиеся заслуги» (армейского Креста «За выдающиеся заслуги», Военно-морского креста, Креста Военно-воздушных сил) и эквивалентных медалей «За выдающуюся службу». Нередко Серебряная звезда упоминается как «третья по старшинству боевая награда»: медали «За выдающуюся службу» исключаются из числа боевых наград, поскольку являются наградами преимущественно за добросовестную службу в мирное время. Среди федеральных наград, предназначенных для награждения военнослужащих всех видов Вооружённых сил, Серебряная звезда является второй по старшинству наградой, после Медали Почёта.
В Береговой охране положение Серебряной звезды в системе старшинства несколько иное: помимо перечисленных выше наград ей предшествуют награда Министерства транспорта — Медаль защитника (англ. Guardian Medal).
|                 | Порядок старшинства в видах Вооружённых сил США                    |                                                                                 |                                                                                       |                                                                                       |                                                                               |
| Армия           | Военно-воздушные силы                                              | Военно-морские силы                                                             | Корпус морской пехоты                                                                 | Береговая охрана                                                                      |                                                                               |
| Старшая награда | Медаль «За выдающуюся службу» (Армия США)                          | Медаль ВВС «За выдающуюся службу» (англ. Air Force Distinguished Service Medal) | Военно-морская медаль «За выдающуюся службу» (англ. Navy Distinguished Service Medal) | Военно-морская медаль «За выдающуюся службу» (англ. Navy Distinguished Service Medal) | Медаль защитника (англ. Guardian Medal) — награда Министерства транспорта США |
|                 | Серебряная звезда                                                  |                                                                                 |                                                                                       |                                                                                       |                                                                               |
| Младшая награда | Медаль «За отличную службу» (англ. Defence Superior Service Medal) | Медаль «За отличную службу» (англ. Defence Superior Service Medal)              | Медаль «За отличную службу» (англ. Defence Superior Service Medal)                    | Медаль «За отличную службу» (англ. Defence Superior Service Medal)                    | Золотая медаль Министерства транспорта США                                    |

## Награжденные граждане СССР
Неполный список советских военнослужащих, награждённых Серебряной звездой:

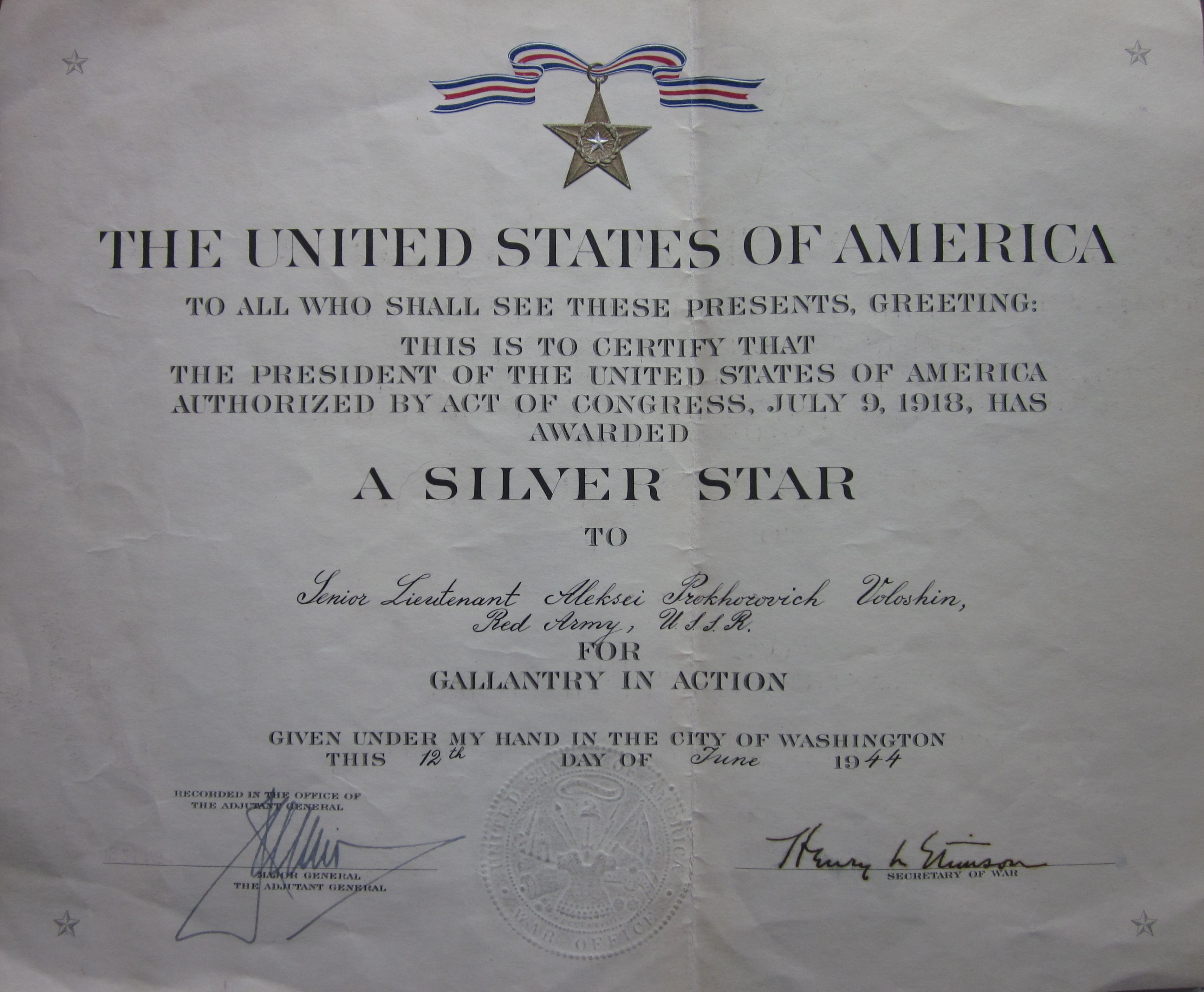
Диплом Героя Советского Союза А. П. Волошина, подтверждающий награждение медалью Серебряная звезда

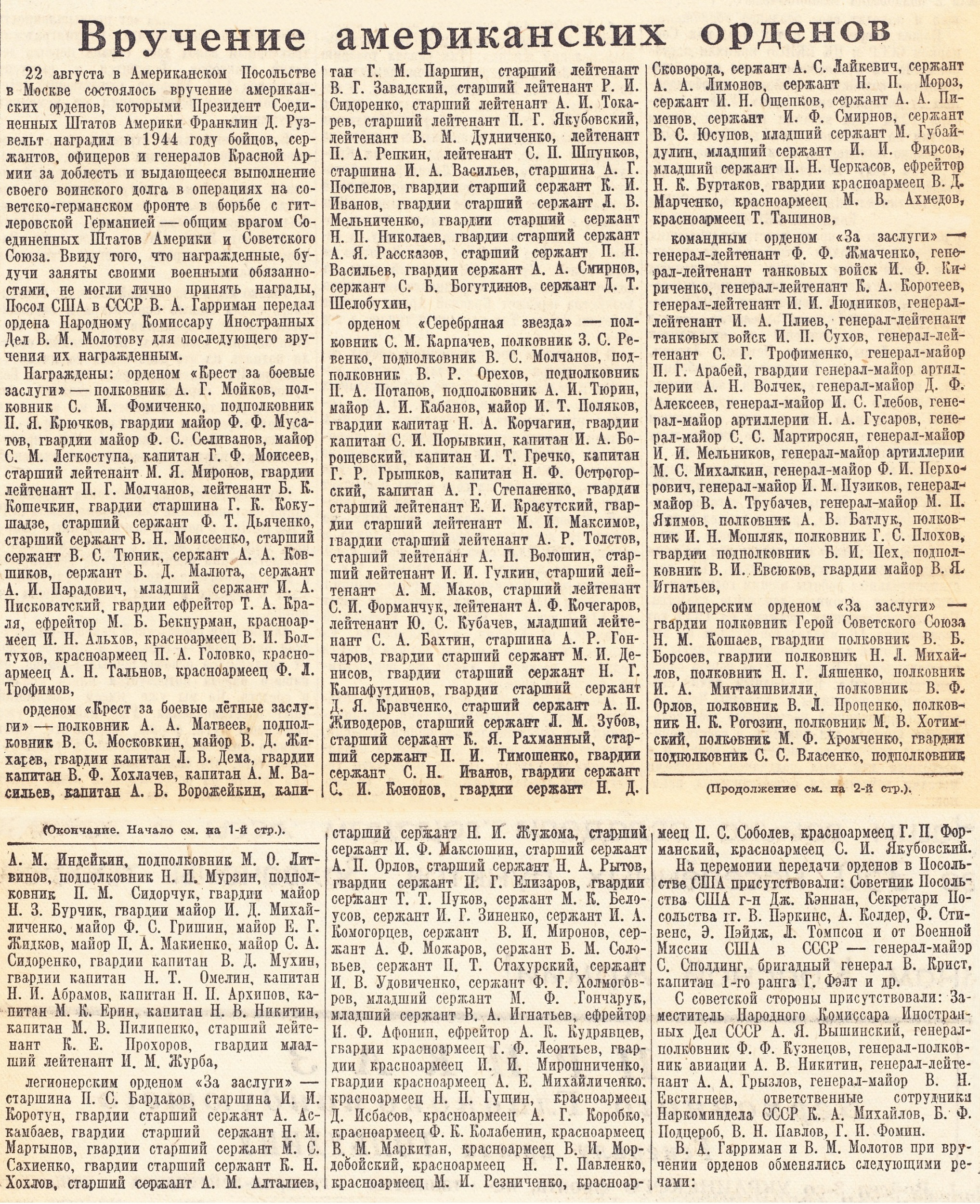
Газета «Правда» от 23 августа 1944 года, № 202 (9659). Статья «Вручение американских орденов».

1. Ахмедов Михаил Владимирович — подполковник.
2. Бардаков Павел Сергеевич[13] — старшина, стрелок-радист танка 79-й танковой бригады[14].
3. Бахтин Семён Алексеевич[15] — лейтенант.
4. Борщевский Иван Александрович[16][15] — капитан.
5. Волошин Алексей Прохорович — старший лейтенант, начальник артиллерии 292-го стрелкового полка.
6. Гришков Григорий Романович[17][15] — майор.
7. Жужома Николай Иванович — старший сержант.
8. Зиненко Иван Гордеевич — сержант, командир орудия 760-го истребительно-противотанкового артиллерийского полка 2-й ударной армии Ленинградского фронта.
9. Карпачёв Сергей Моисеевич[18][15] — полковник.
10. Корчагин Николай Андреевич[19][15] — капитан.
11. Кочегаров Алексей Фёдорович — старший лейтенант, снайпер.
12. Кубачев Юрий Сергеевич[15] — лейтенант, командир радиовзвода 685-го сп 193-й сд[20].
13. Мартынов Николай Михайлович — сержант, разведчик разведроты 5-й гвардейской отдельной мотострелковой бригады 3-й гвардейской армии 4-го Украинского фронта.
14. Можаров Андрей Федорович — старшина, миномётчик.
15. Молчанов Василий Степанович[21][15] — полковник.
16. Острогорский Николай Федорович[15] — капитан.
17. Поляков Иван Трифонович — майор 322 сд, 297 отдельный истребительно-противотанковый дивизион.
18. Пуков Трофим Трофимович — гвардии сержант, 5 отдельный сапёрный батальон 6 гв. сд.
19. Рахманный Константин Яковлевич — старший сержант, 336 отдельный сапёрный батальон 161 сд.
20. Сахненко Михаил Сидорович — подполковник.
21. Удовиченко Иван Владимирович — сержант, командир отделения связи.
22. Юсупов Владимир Савельевич[15]

Подробнее о положении Серебряной звезды в системе старшинства см.: Порядок старшинства военных наград США